# Simfonia en tres moviments

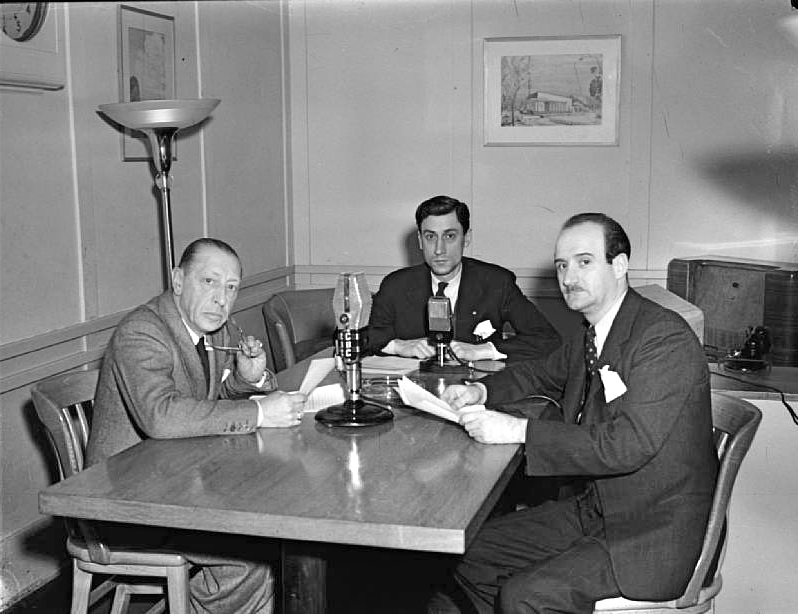
Stravinski (esquerra), Roger Baulu i Jean-Marie Beaudet a Radio-Canada, Montreal, 4 de març de 1945

La Simfonia en tres moviments és una obra del compositor rus expatriat Ígor Stravinski. Stravinski va compondre la simfonia entre 1942 i 1945 per encàrrec de la Societat Simfònica Filharmònica de Nova York. Va ser estrenada per l'⁣Orquestra Filharmònica de Nova York, dirigida per Stravinski, el 24 de gener de 1946.
La Simfonia en tres moviments es considera la primera composició important de Stravinski després d'emigrar als Estats Units. Utilitza material que havia escrit per a projectes cinematogràfics abandonats.
El 1943, Stravinski havia començat a treballar en la recreació del seu ballet La consagració de la primavera. Tot i que el projecte va quedar incomplet, la revisió d'aquesta composició anterior sembla haver influït en la simfonia. Els ostinatos i les tàctiques de xoc de l'últim moviment, per exemple, recorden la "Glorificació de l'Elegit" i la "Dansa Sacrificial" de La consagració, i alguns passatges de vent fusta recorden la introducció del ballet. D'altra banda, hi ha passatges que anticipen l'òpera The Rake's Progress, en particular els inicis del moviment lent i el final.

Una representació típica de la simfonia dura entre 20 i 25 minuts:
1. Overture; Allegro (uns 10 minuts)
2. Andante; Interlude: L'istesso tempo (uns 6 minuts)
3. Con moto (un 6 minuts)

La simfonia està composta per a una orquestra amb flautí, 2 flautes, 2 oboès, 3 clarinets en si ♭ i la (3r doblant amb clarinet baix), 2 fagots, contrafagot, 4 trompes, 3 trompetes en do, 3 trombons, tuba, timbales, bombo, piano, arpa, violins I i II, violes, violoncels i contrabaixos.
Stravinski, que rarament reconeixia inspiracions extramusicals per a la seva música, es va referir a la composició com la seva «simfonia de guerra». Va afirmar que la simfonia era una resposta directa als esdeveniments de la Segona Guerra Mundial tant a Europa com a l'Àsia. El primer moviment es va inspirar en un documental sobre les tàctiques japoneses de terra cremada a la Xina. El tercer moviment tracta d'imatges de soldats alemanys fent passos d'oca i l'èxit creixent de les forces aliades.
El material s'extreu de projectes que Stravinski havia abandonat o reorganitzat. La presència del piano en el primer moviment prové d'un concert per a piano que va quedar incomplet. La música per a arpa és prominent en el segon moviment, utilitzant temes que havia escrit per a l'adaptació cinematogràfica de la novel·la La cançó de Bernadette de Franz Werfel. Inicialment, Stravinski va ser contactat informalment per escriure la banda sonora de la pel·lícula. El 15 de febrer de 1943 va començar a escriure la música per a l'escena de "L'aparició de la Verge". De fet, no es va signar cap contracte amb ell, i el projecte va anar a parar a Alfred Newman, que va guanyar un Oscar. El tercer moviment uneix els dos primers moviments donant la mateixa importància al piano i a l'arpa.
A diferència de la Simfonia en do major de Stravinski, la Simfonia en tres moviments és molt més turbulenta i cromàtica. Mentre que la Simfonia en do es basa en idees abstractes, la seva simfonia posterior fa ús de preocupacions socials urgents. Des d'un punt de vista purament musical, la Simfonia recorda els primers estils de composició de Stravinski, tot i que conserva una identitat fermament neoclàssica.
De 1979 a 1980, l'artista intermèdia estatunidenc Jack Ox va produir tres mapes visuals de la Simfonia en tres moviments de Stravinski.